# Мери Попинз
 Тази статия е за романа.  За филма вижте Мери Попинз (филм).  За поредицата вижте Мери Попинз (книжна поредица).
„Мери Попинз“ (на английски: Mary Poppins) е първата книга от едноименната поредица детски книги на австралийско-британската писателка Памела Травърз, публикуван през 1934 г. Разказва за едноименната гувернантка на семейство Банкс, с чиято помощ децата в семейството преживяват фантастични приключения. По книгата е създаден едноименният филм на Дисни от 1964 г. и няколко мюзикъла.
В България е издадена от изд. „Народна младеж“ (1977), изд. „Отечество“ (1980) (заедно с „Мери Попинз се завръща“) и изд. „Пан“ (1994, 1997, 1998, 2003, 2011, 2013, 2017, 2021).

## Сюжет
Внимание:  Текстът по-долу разкрива сюжета на произведението (или части от него)!
Семейство Банкс живее на улица „Черешова“ 17 в предградията на Лондон. Когато бавачката Кейти, която се грижи за четирите им деца, напуска, млада бавачка на име Мери Попинз неочаквано долита в къщата заедно с източния вятър. Тя е тайнствена и загадъчна личност, която притежава магически сили. Може да прави неща, на които никой друг не е способен. Може да лети, да се плъзга по перилата нагоре, да разкопчава детските дрехи с поглед, а лекарството, което дава на децата от едно шишенце, се превръща в ягодов сладолед.Г-жа Банкс с радост я наема, но по-големите деца, Джейн и Майкъл, първоначално са недоверчиви към нея, защото тя им изглежда строга и недостъпна. Скоро обаче на децата започват да се случват невероятни истории, с които Мери Попинз има пряка връзка, въпреки че самата тя никога не го признава. 
В почивния си ден Мери Попинз се среща с приятеля си Бърт (по прякор Кибритопродавача), който рисува картини на асфалта. Заедно с него тя влиза в една от тези картини и се озовава в магическа страна, където пият чай и се возят на въртележка. 
Джейн и Майкъл отиват с Мери Попинз да посетят чичо й, г-н Туиг, и пият чай с него под тавана, висящи във въздуха, защото рожденият ден на г-н Туиг е в петък и в такива дни той винаги се чувства с  необикновено лекота поради своята веселост и се носи над земята. 
Андрю, кучето на съседката на сем. Банкс, мис Ларк, бяга от дома си и говори за нещо с Мери Попинз, в резултат на което децата научават, че тя разбира езика на животните.  Андрю кара мис Ларк да приеме у дома неговия приятел - мелеза Желания.
От прозореца един ден Майкъл забелязва да се разхожда рижа крава и Мери Попинз разказва на децата история за това как веднъж звезда паднала от небето върху рога на тази крава и тя започнала да танцува безспир. Когато кравата прескача Луната, тя спира да танцува. Оттогава обаче кравата обикаля света в търсене на нова падаща звезда. 
Във вторник, когато Майкъл е в лошо настроение сутрин и се държи лошо цял ден, Мери Попинз показва на него и на другите деца вълшебен компас, който отвежда човек там, където сочи стрелката. Те посещават ескимосите на север, чернокожите в Африка, китайските мандарини на изток и индианците на запад. 
Друг път отиват в старинен магазин за сладкиши, където купуват курабии с блестящи хартиени звезди и срещат мисис Кори и нейните гигантски дъщери Фани и Ани. През нощта Майкъл и Джейн виждат мисис Кори и Мери Попинз да лепят звезди от джинджифиловите си курабии на небето. 
Друг ден Майкъл и Джейн успяват да присъстват на рождения ден на Мери Попинз, който се празнува в зоопарка. Там тя е посрещната от всички животни, а Господарката на джунглата, старата Кобра, й дава една от своите кожи. 
Стара приятелка на Мери също се оказва звездното момиче Мая от съзвездието Плеяди, което прави коледни покупки с децата си. 
С помощта на Мери Попинз децата разбират какво става през нощта в зоогическата градина, къде живеят момчетата, нарисувани на порцелановата чиния у дома им, как се появяват новите звезди - залепва ги на небесния свод самата Мери Попинз от станиол.
В първия ден на пролетта, когато започва да духа западен вятър, Мери Попинз неочаквано отлита от къщата на сем. Банкс, давайки на Майкъл компаса си и оставяйки на Джейн като подарък нейния портрет, нарисуван от Бърт. Децата са много разстроени, но бележката на бавачката съдържа думите „Au revoir“ („Довиждане“ на френски) и това им дава надежда за нова среща с нея.

## Герои
- Мери Попинз - млада бавачка. Не е бъбрива, доста е сурова, харесва ѝ да се облича елегантно и да се оглежда във витрините. Тя е същинска лейди, „абсолютно съвършена във всяко отношение“.[2]
- Джейн - най-голямото дете на семейство Банкс
- Майкъл - синът на семейство Банкс и брат на Джейн
- Джон и Барбара - близнаците на семейство Банкс
- Г-н Банкс - банкер, който работи в Сити
- Г-жа Банкс - съпругата на г-н Банкс
- Бърт - кибритопродавач, приятел на Мери Попинз
- Адмирал Бум - съсед на семейство Банкс, къщата му е досущ като кораб
- Мисис Брил - готвачка на семейство Банкс
- Елън - чистачка на семейство Банкс
- Робъртсън Ай - градинар на семейство Банкс
- Кейти - бивша бавачка на семейство Банкс
- Мис Ларк – съседка на семейство Банкс
- Мисис Кори – старица, която има магазин за курабии
- Фани и Ани – грамадните дъщери на мисис Кори
- Жената с птиците – старица, която седи на стълбите на катедралата „Сейнт Пол“ и храни птиците
- Албърт Уиг – вуйчо на Мери Попинз
- Професор – възрастен жител на улица „Черешова“
- Полицай Егбърт – местният полицай
- Андрю и Желания – кучетата на мис Ларк

## Глави
- Първа глава. Източен вятър
- Втора глава. Свободният ден
- Трета глава. Смехотворният газ
- Четвърта глава. Андрю на мис Ларк
- Пета глава. Танцуващата крава
- Шеста глава. Лошият вторник
- Седма глава. Жената с птиците
- Осма глава. Мисис Кори
- Девета глава. Какво се случи с Джон и Барбара
- Десета глава. Пълнолуние
- Единадесета глава. Коледни покупки
- Дванадесета глава. Западен вятър

## Анализ
Първоначално персонажът на Мери Попинз се появява в разказ от 1926 г. По-късно Травърз разширява историята. Авторката  казва, че не пише за деца и не одобрява, че книгата е свързана с най-младите читатели. Историята е критика към родителите и начина им на отглеждане на деца.

#### Оригинални и преработени версии на главата „Лошият вторник“
„Мери Попинз“ съдържа версия на главата „Лошият вторник“, в която Мери и децата използват компас, за да посетят места по целия свят за забележително кратък период от време. Оригиналната история в изданието от 1934 г. съдържа различни културни и етнически типове: китайци, местни жители на Аляска – инуити, африканци на юг от Сахара и индианци. Травърз отговаря на критиките, като преработва главата два пъти. Ревизия от 1967 г. премахва обидните думи и стереотипните описания и диалози, но запазва сюжета на посещение на чужденци и запазва рисунки на етнически стереотипи, стоящи на точките на компаса. През 1981 г. втора ревизия заменя хората с животни; оригиналната илюстраторка Мери Шепард променя четирите точки на компаса в придружаващия чертеж, за да покаже бяла мечка на север, ара на юг, панда на изток и делфин на запад. Книгата е забранена за разпространение в системата на обществената библиотека на Сан Франциско през 1980 г. поради негативните стереотипи. Преработената версия от 1981 г. е включена в адаптацията на Би Би Си Радио 4 от 2004 г. с участието на Джулиет Стивънсън.

## Адаптации
- Филм мюзикъл от 1964 г. на компанията „Уолт Дисни“ на режисьора Робърт Стивънсън с актьорите Джули Андрюс като Мери Попинз и Дик Ван Дайк като Бърт.
- Телевизионна съветска адаптация от 1983 г. със заглавие „Довиждане, Мери Попинз“ (на руски: Мэри Поппинс, до свидания).
- Театър „Пан“ издават музикална приказка с дължина 49 мин., публикуван 2021 г. в сайта Storytel. Разказвачи са Христо Георгиев и Рени Зарева.[7]
- Спектакълът „Мери Попинз“ е поставен в театър „София“ по мотиви от произведението на Травърз. Режисьор е Анастасия Събева, с участието на актьорите Мила Банчева, Ивелин Николов и Радина Боршош. Премиерата е на 18 февруари 2017 г.[8]